# قسم أوكسفورد

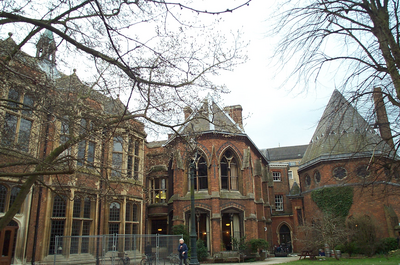

قَسَم أوكسفورد Oxford Oath هو قسم شهير أداه طلاب اتحاد جامعة أوكسفورد في 9 فبراير 1933، أقسموا فيه على «ألا يحملوا سلاحا من أجل الملك والبلاد» في المملكة المتحدة. صوت طلبة الاتحاد بنسبة 275 إلى 153 تأييدا للاقتراح، وذلك بعد 10 أيام من وصول هتلر إلى السلطة في ألمانيا. وصف تشرشل رئيس الوزراء ما حدث بأنه عمل غير وطني ملطخ بالعار، ورسالة شنيعة ترسل من جامعة أوكسفورد باسم إنجلترا.
أحدث القسم كثيرا من الضجة في العالم، وكان لها صدى واسع. حتى أنه يقال أن قسم أوكسفورد كان له تأثير على هتلر نفسه، وكان يذكر به قادته العسكريين حين يحتجون على قراراته العسكرية.
وفي عام 1935 قام 60 ألف طالب جامعي في الولايات المتحدة بأداء قسم مماثل لقسم أوكسفورد، بألا يرفعوا سلاحا من أجل الملك أو البلاد.